# Dicranomyia (Peripheroptera) perdelecta
Dicranomyia (Peripheroptera) perdelecta is een tweevleugelige uit de familie steltmuggen (Limoniidae). De soort komt voor in het Neotropisch gebied.